# Adolfo Leoni
Adolfo Leoni (Gualdo Tadino, Úmbria, 13 de janeiro de 1917 - Massa, 19 de outubro de 1970) foi um ciclista italiano. Como ciclista amador ganhou o Grande Prêmio de Europa de 1936 e em 1937 o Campeonato do Mundo amador. Saltou ao profissionalismo em 1938 e esteve em activo até 1952, conseguindo 69 vitórias. 

## Palmarés
- 1937

 Campeonato do Mundo amador
- 1938

1º na Copa dos 2 Mares
Vencedor de uma etapa no Giro d'Italia
Vencedor de uma etapa no Tour dos 3 Mares
Vencedor de uma etapa no Giro di Campania
- 1939

1º na Coppa Bernocchi
1º no Giro do Veneto
1º na Milão-Mantua
Vencedor de uma etapa no Giro d'Italia
1º no Prêmio de Mantua
1º no Prêmio de Cesena
1º no Prêmio de Rovigo
1º no Prêmio de Lucca
- 1940

1º na Milão-Mantua
1º no Grande Premi Leptis Magna e vencedor de uma etapa
Vencedor de 4 etapas no Giro d'Italia
1º no Prêmio de Parma
1º no Prêmio de Rieti
- 1941

 Campeão da Itália em estrada
1º no Prêmio de Perúgia
1º no Giro do Lacio
- 1942

1º na Milão-Sanremo
1º no Giro de Emilia
1º no Prêmio de Rieti
1º no Prêmio de Bolonha
- 1945

1º nos Tre Valli Varesine
1º no Grande Prêmio de Gallarello
1º no Grande Premeio d'Obertura
1º no Grande Premeio d'Orte Natella
1º na Copa Gelsomini
1º no Prêmio de Bolonya
1º no Prêmio de Trente
1º no Prêmio de Savona
1º no Prêmio de Prato
1º no Prêmio de Legnano
1º no Prêmio de Alassio
- 1946

1º no Giro de Emilia
Vencedor de uma etapa no Giro d'Italia
Vencedor de duas etapas na Mônaco-Paris
1º no Prêmio de Génova
- 1947

1º no Grande Prêmio da Europa
1º no Circuito do Valentino
Vencedor de três etapas no Giro d'Italia
1º no Grande Prêmio Morvat
1º no Prêmio de Bolonya
1º no Prêmio de Bollate
1º no Prêmio de Daumesnil
- 1948

1º na Sásser-Cagliari
Vencedor de duas etapas no Giro d'Italia
1º no Prêmio de Vercelli
1º no Prêmio de Lucca
1º no Prêmio de Portomaggiore
1º no Prêmio de Voghera
- 1949

1º no Giro do Piemonte
Vencedor de três etapas no Giro d'Italia
1º no Prêmio de Prato
1º no Prêmio de Creme dei Gallarate
- 1950

1º no Circuito de Brabante
Vencedor de uma etapa no Tour de France
Vencedor de uma etapa no Giro d'Italia
- 1951

Vencedor de uma etapa no Giro d'Italia

### Resultados no Giro d'Italia
- 1938. Abandona. Vencedor de uma etapa
- 1939. 22º da classificação geral. Vencedor de uma etapa
- 1940. 28º da classificação geral. Vencedor de 4 etapas
- 1946. Abandona. Vencedor de uma etapa
- 1947. 21º da classificação geral. Vencedor de 3 etapas
- 1948. Abandona. Vencedor de 2 etapas
- 1949. 4º da classificação geral. Vencedor de 3 etapas
- 1950. Abandona. Vencedor de uma etapa
- 1951. 62º da classificação geral. Vencedor de uma etapa

### Resultados no Tour de France
- 1950. Abandona (12º etapa). Vencedor de uma etapa